# 日喀則和平機場
日喀則和平機場（藏語：གཞིས་ཀ་རྩེ་ཞི་བདེ་གནམ་གྲུ་ཐང།，威利转写：gzhis ka rtse zhi bde gnam gru thang）是中國西藏日喀则市的一座軍民合用機場，位於桑珠孜區江當鄉境內，海拔3782公尺，距離日喀則市區43公里，是一座4C級機場。是繼拉薩、昌都、林芝、阿里之後，西藏第五座民航機場。機場機坪按停放3架C類飛機設計，可供空中巴士A319和波音737等客機升降。
2011年，日喀则机场年旅客吞吐量11463人，货邮3.7吨，起降148架次。設計目標是，至2020年旅客吞吐量23萬人次、貨物吞吐量1150噸、飛機起降2580架次。

## 航点
2025夏秋航季
| 航空公司           | 目的地                    |
| ------------------ | ------------------------- |
| 西藏航空（TV）     | 西安、成都/天府           |
| 中国东方航空（MU） | 西安、上海/虹桥（经西安） |

## 历史

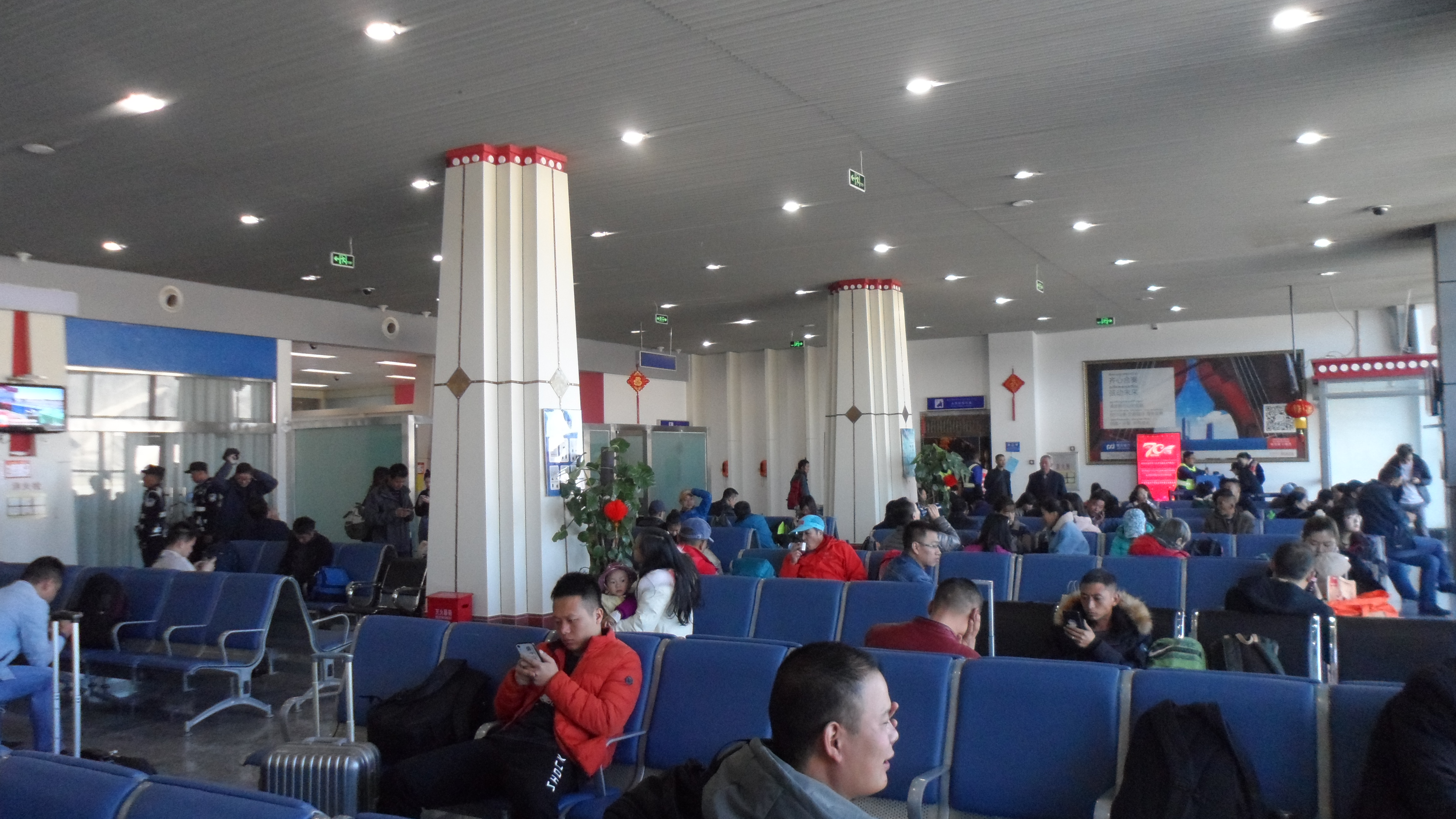
候机厅

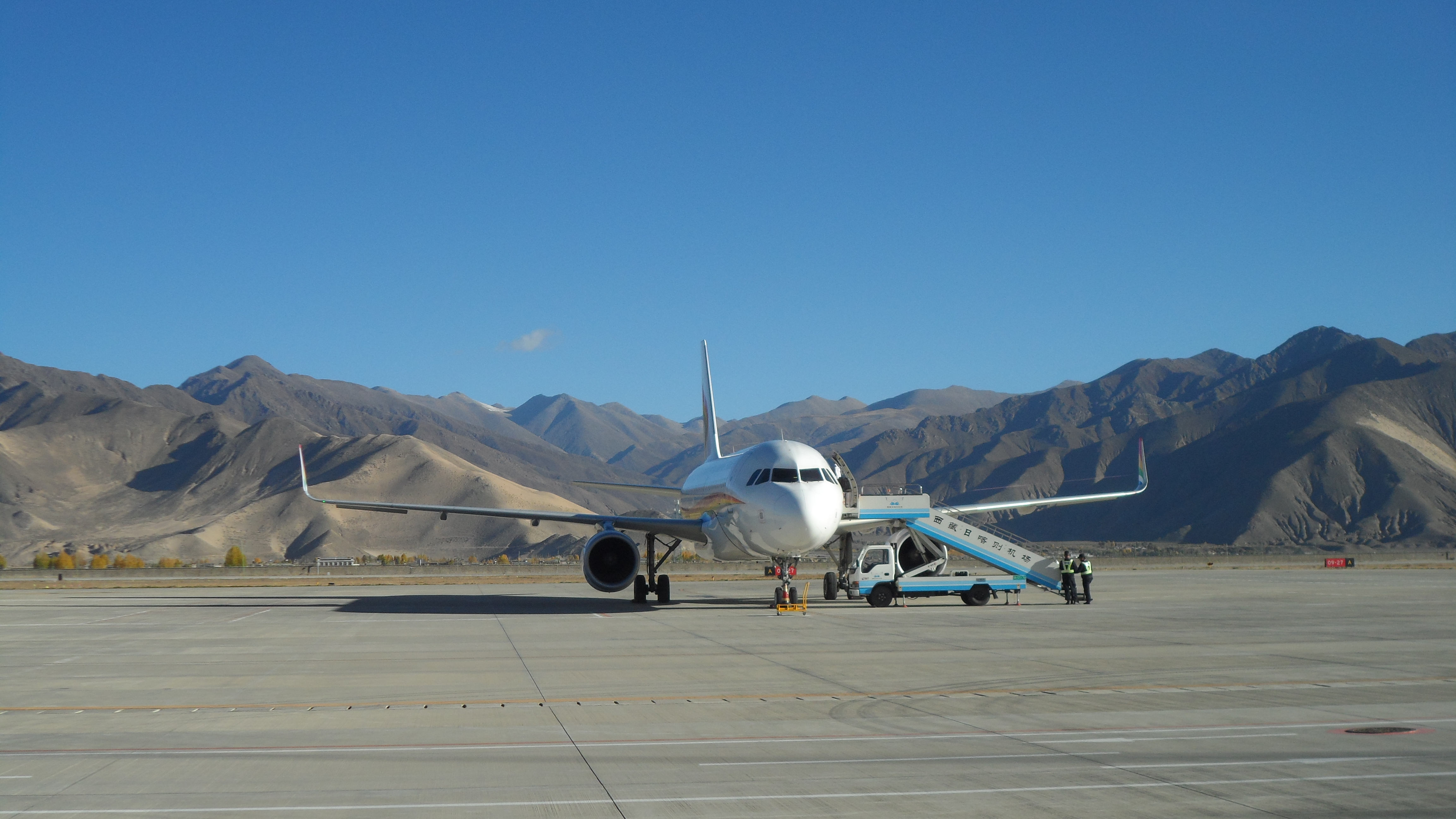
停在日喀则机场的西藏航空飞机

1967年初西藏军区党委成立日喀则机场修建委员会，郭瑞乐任主任，强鸿基、王德全任副主任。1967年12月，由贡嘎机场工程指挥部孟永福副指挥长率机关及工程兵建筑工程第某团转移到日喀则县和平村准备施工。1968年初，西藏军区抽调步兵某团第三营、日喀则地区组织的3000民工进入机场工地，于3月初破土动工。1969年3月21日撤销西藏军区工程指挥部，由建筑工程第某团统一负责修建指挥。与此同时，由军区司令部、政治部、后勤部和空军拉萨指挥所的领导人，组成和平机场修建委员会，负责机场的组织领导和保障工作。
至1970年底完成了机场跑道、营房、公路等主体工程，后又用两年时间，结束扫尾工程。总计投入军工65.78万工日；民工197.45万工日；挖填土方98.12万立方米；打筑混凝土8.59万立方米；填筑砂石料966万立方米；采运砂石料94.64万立方米；修筑公路18公里；修建营房6686平方米。1972年10月，机场完成了机场跑道和营建等主体工程。1972年11月初，经中央军委、空军、成都军区、西藏军区联合验收，认为工程质量良好，符合国家标准。由于革新了工艺技术，仅跑道工程就为国家节约开支611万余元。1973年5月，完成所有配套工程，试飞投入使用。
日喀则和平机场建成后，由于种种原因，实行长期关闭，未投入使用。
1990年7月，江泽民总书记到西藏视察工作，乘坐专机由日喀则和平机场返回北京。
2009年4月29日，日喀则机场軍民合用改扩建工程举行了开工仪式。日喀则机场改扩建工程是“十一五规划”期间国家在西藏投资700多亿元建设的188个重点项目之一。工程总投资为5.32亿元。2010年10月30日落成。2011年7月8日第一班來自成都的A319客機抵達。
2010年10月19日，日喀则和平机场改造工程试飞成功。2010年10月30日上午9时50分，中国国际航空公司一架空客A319首航飞机平稳降落在海拔3782米的西藏日喀则和平机场，西藏第五个民用机场正式通航。